# 6966 Vietoris
6966 Vietoris eller 1991 RD5 är en asteroid i huvudbältet som upptäcktes den 13 september 1991 av de båda tyska astronomen Freimut Börngen och Lutz D. Schmadel vid Tautenburg-observatoriet. Den är uppkallad efter matematikern Leopold Vietoris.